# Коренман, Яков Израильевич
Яков Израильевич Коренман (9 августа 1935,  Одесса, Украинская ССР, СССР — 29 марта 2015, Воронеж, Российская Федерация) — советский и российский учёный-химик, профессор кафедры аналитической химии Воронежского государственного университета инженерных технологий, заслуженный деятель науки и техники Российской Федерации.

## Биография
Родился в Одессе в семье заслуженного деятеля науки РСФСР (1964), доктора химических наук, профессора Израиля Мироновича Коренмана (1903/1904—1988), в 1937—1983 годах заведующего кафедрой аналитической химии Горьковского государственного университета. В 1958 г. окончил Горьковский государственный университет. Доктор химических наук (1984), профессор (1985).
В 1958—1964 гг. — научный сотрудник Научно-исследовательского института химии, в 1964—1974 гг. — ассистент, доцент, заведующий кафедрой общей химии Горьковского сельскохозяйственного института. С 1975 г. — доцент, профессор, заведующий кафедрой аналитической химии Воронежского технологического института (Воронежская государственная технологическая академия, позже Воронежский государственный университет инженерных технологий).
Почетный доктор Белградского (Югославия), Канзасского (США) и Жешовского (Польша) университетов, член бюро Научного совета по аналитической химии (НСАХ) и НСАХ НАН Украины. Являлся членом научного совета по аналитической химии РАН, комиссии по экстракции РАН, трех диссертационных советов, председателем Воронежского отделения РХО им. Д.И. Менделеева.
Основатель научной школы "Экстракция органических соединений". Разработал теоретические основы экстракции и сорбции органических соединений, новых подходов к прогнозированию количественных параметров экстракционно-сорбционных систем. Основные исследования в области межфазного распределения ароматических соединений в ди- и поликомпонентных системах; экстракции изомеров, гомологов, моно- и полизамещенных, интенсификации экстракционных процессов — синергетический, сольвотропный, высаливающий эффекты. Занимался вопросами экстракции ароматических гидроксисоединений гидрофильными растворителями, органическими оксидами, нейтральными эфирами фосфорной кислоты. Исследованы корреляционные взаимосвязи экстракционных характеристик ароматических соединений.
На основе проведенных исследований ученым был создан банк коэффициентов распределения органических соединений.
Также занимался вопросами экстракционной хроматографии — исследовал распределения фенолов с использованием полимерных сорбентов, импрегнированных жидкими фазами. На этой основе разработал новые методы концентрирования, разделения, идентификации и определения микроколичеств ароматических соединений в природных объектах и пищевых продуктах.
Автор более 900 научных работ, в том числе 9 монографий, справочник, четырёхтомное учебное пособие и 140 изобретений. Среди научных трудов: «Экстракция фенолов» (Горький, 1973); «Искусственные нейронные сети — вчера, сегодня, завтра» (Воронеж, 2002.; совместно с А. В. Калач, С. И. Нафталиевым); «Концентрирование и определение фенолов» (Воронеж, 2005; совместно с П. Т. Сухановым).

## Награды и звания
- Заслуженный деятель науки и техники Российской Федерации (28 февраля 1995) — за заслуги в научной деятельности
- Медаль имени А. Нобеля
- Почетное звание "Основатель научной школы"
- Орден LABORE ET SCIENTIA (Трудом и знанием)